# ダイヤモンドバス
株式会社ダイヤモンドバスは、長野県北安曇郡松川村に本社を置く貸切バス専業のバス事業者である。旧社名は有限会社あずみ野観光バス（あずみのかんこうバス）。日本バス協会（長野県バス協会）には加盟していない。松川村で初めて設立された貸切バス事業者である。
埼玉県白岡市のダイヤモンド観光バスとは無関係。

## 概要
バス事業の規制緩和が行われた2000年（平成12年）に「有限会社あずみ野観光バス」として設立。創業者の下総建司はバス会社を転々とした後、バスガイドだった美和子（専務）と再婚。建司（当時32歳）が社長、美和子（当時37歳）が専務となり夫妻で会社を創業。バス3台で事業を開始した。「自分なりのサービスができるバス会社ができたら」という夢や理想があっての起業だったという。
関西などから長野へ、夏場は上高地などの避暑地、冬場はスキー場への輸送を主としていた。家族経営で建司社長と美和子専務の夫妻に加え、美和子の3人の息子（2007年2月時点で21歳・20歳・16歳）と、建司の母親と一家総出でバス会社を運営。そのほか従業員は正社員が4人、月の半分ほど運転する準社員が4人であった。
給与水準や勤務内容で融通の利く家族経営を武器に売上高を伸ばし、設立翌年の2001年には300万円だった売上が2年後には1億円を超えた。しかし2006年にツアー客からの苦情により旅行会社から契約を打ち切られ、売上が大きく落ち込んでいた。翌2007年の吹田スキーバス事故により、日本全国にその名が知れ渡ることとなった。
バス事故により事業停止処分も受けたが、事故翌年の2008年4月より業務を再開。事故後に社名変更して株式会社に改組し、現社名「ダイヤモンドバス」となる。
ペット（飼い犬）と同乗・宿泊できるバスツアー「わん旅」を催行している。捨て犬や保健所に収容された犬の保護活動も行っている。

## 事業所・役員
- 本社営業所 - 長野県北安曇郡松川村2455-1[1]
- 下総美和子 - 安全統括管理者、統括運行管理者[8]
- 下総建司 - 運行管理者[8]

## 吹田スキーバス事故
2007年（平成19年）2月18日早朝、サン太陽トラベルの主催で、あずみ野観光バスがツアーバスとして運行していたスキーバスが大阪府吹田市津雲台の大阪中央環状線を走行中、中央分離帯にある大阪モノレールの高架支柱に激突。添乗員として乗務し最前部の補助席に座っていた社長の三男（当時16歳）が死亡。運転手として乗務していた社長の長男（当時21歳）と乗客2人が骨折などの重傷、他に乗客23人が打撲などの軽傷を負った。
スキーバスは前夜に長野県を出発し大阪へ向かっていた。長野県内のスキー場など6箇所を回り乗客36人を乗せ、事故当日早朝に京都駅前で乗客11人を降車させ、JR大阪駅経由で天王寺駅へ向かう途中で事故を起こした。事故車両を含め4台のスキーバスを運行したが、運転手は7人であった。事故を起こした車両には、道路交通法で義務付けられている交代要員が同乗せず、運転手は1人であった。
死亡した16歳の三男はアルバイトとして車掌業務に就いていた。長男が運転手1人乗務となったため、スキー用具の積み下ろしなどを手伝わせるため乗務させた。当時高校生であった三男は「兄と大阪へ行ける」と喜んでいたという。
長男が「居眠り運転していた」と供述したことから原因は過労運転とされた。大阪府警吹田警察署は翌2月19日、バス会社と社長らの自宅に家宅捜索を行って運行日誌や配車表を押収した。
任意聴取では、長男は養老SAで専務と運転を交代し、草津PAで再び運転した」と供述したが、タコグラフには養老SAでの停車記録が記録されていなかった。このため警察が専務を追及したところ「会社を守るため口裏合わせを依頼した」と供述し、長男もこれを認めた。
事故前日までは2台のバスを運転手4人で運行していたが、事故当日はツアーバスを催行する旅行会社から増便を強要され、人員不足と認識したまま運行し、事故後に専務が発覚を恐れて長男に口裏合わせを依頼していた。
府警は同年5月14日、社長（当時39歳）と専務（当時44歳）の夫妻と、長男を道路交通法違反容疑で逮捕した。事故原因は長男の居眠り運転とされたが、府警の取り調べにより、長男が当時法定時間を大幅に超えた過労状態で乗務していたことが判明。1か月間の休日はわずか3日、2月に入ってからは休日がなかった。また労働基準法によるバス運転手の法定拘束時間は4週間で260時間のところ、長男の拘束時間は405時間に達しており、当時はスキーバスシーズンで連日長野と大阪の間を運転していたことがわかった。こうした過重勤務は経営者である両親が命じていた他、18歳未満を深夜業務に就かせていた。
調べに対し、長男は「長野で高速道路に入ったときから疲れを感じ、高速道路を降りた後に油断からか居眠りしてしまった」と容疑を認めたが、社長は「過労だったとは思っていない」と容疑を否認した。
その後、長男が業務上過失致死傷及び道路交通法違反（過労運転）、社長と専務が道路交通法違反（過労運転下命）の罪で起訴された。大阪地方裁判所は2007年9月6日、長男に懲役2年6か月（執行猶予4年）の有罪判決を下した。さらに大阪地裁は翌2008年1月25日、社長に懲役1年（執行猶予3年）、専務に懲役10か月（執行猶予3年）の有罪判決を下した。同社の法人としての罰金は50万円。乗客の安全を軽視した責任は重く、時間外労働が恒常化し休暇も取れない状況を隠蔽するため専務が書類改竄を行っていたことは悪質とされたが、旅行代理店からの強要もあり、すでに社会的制裁を受けているとして執行猶予付き判決となった。

### 事故の影響
ツアーバスを主催していた大阪市のサン太陽トラベルは、他にも多数のツアーバスを催行していた。
サン太陽トラベルはあずみ野観光バスに対し、安曇野の観光バス配車センター関係者を通じて、法外に安い運賃の強要や「乗務員不足でバスの運行ができない」という回答を無視しての運行強要など、下請いじめ行為を行っていたことが明らかとなった。
サン太陽トラベルはこの事故が原因で社会的信用が下落し、2009年に事業停止、のち破産に追い込まれた。
この事故をきっかけにツアーバスの実態や、貸切バス事業者の過酷な労働体制が浮き彫りとなり改善策が図られたものの、この時点ではバス事業者のみが対象で、元請けである旅行代理店に対する指導が図られなかったため、十分な対策がなされたとは言えない状況であった。
事故後の2011年から、日本バス協会により貸切バス事業者安全性評価認定制度が開始された。ツアーバスに対し旅行代理店を含めた抜本的な対策が開始されたのは、2012年に発生した関越自動車道高速バス居眠り運転事故の発生後のことであった。

## 車両
あずみ野観光バス時代は、バスを12台まで増やしたが、そのため経費は月700万円に増大した。そのため旅行会社のダンピングや無理な条件を飲んででも運行せざるを得なくなったという。
2007年の事故後、バス12台中5台を売却し、それを元手に翌2008年4月より事業を再開した。
2016年（平成28年）時点での保有台数は計11台で、内訳は以下のとおり。
- 大型9台と中型2台[3]